# Lista de vitórias da Itália na Fórmula 1
Relacionamos a seguir as quarenta e três vitórias obtidas pela Itália no mundial de Fórmula 1 até o campeonato de 2025.

## Resumo

### Trajetória à moda italiana
Logo na abertura do campeonato no Grã-Bretanha em Silverstone em 13 de maio de 1950, Giuseppe Farina saiu na pole position e levou sua Alfa Romeo à vitória e após duelar com Juan Manuel Fangio durante o ano, sagrou-se campeão mundial, porém o teor compulsório deste feito e dos sete recordes que estabeleceu leva a um "desprezo estatístico" por falta de um referencial anterior, todavia, se não ocorresse a etapa britânica, a Fórmula 1 tal como conhecemos hoje não teria sequência, embora em seus primeiros anos a categoria fosse, Indianapolis à parte, um certame de europeus onde predominavam os italianos, vencedores de 20 das 32 corridas disputadas até 1953. Além disso, vale mencionar que Alberto Ascari tornou-se o primeiro a vencer e estabelecer recordes com a Ferrari, time que passaria a símbolo de seu país quando Alfa Romeo e Maserati deixaram as pistas.
Embora a Mercedes tenha sido a primeira a fustigar os italianos, a Tragédia de Le Mans em 1955 a fez deixar a Fórmula 1 e nisso as britânicas Cooper, BRM e Lotus inverteram a curva de poder ao longo dos anos sessenta. Mesmo com a retirada dos dois primeiros times surgiram Brabham, McLaren e Williams beneficiadas pelos motores Ford-Cosworth, vencedores de quase 70% das provas realizadas entre 1967 e 1982 ainda que o time de Maranello tenha conquistado títulos com Alberto Ascari, Juan Manuel Fangio, Mike Hawthorn, Phil Hill, John Surtees, Niki Lauda e Jody Scheckter desde a estreia no Grande Prêmio de Mônaco de 1950 sendo nove de pilotos e nove de construtores. Em 1983 o conjunto Brabham-BMW deu a Nelson Piquet o primeiro título da "era turbo" e dois meses antes a parceria entre as empresas Techniques d'Avant Garde (TAG) e Porsche desenvolveu motores que seriam usados pela McLaren até que a vinda de montadoras como Honda, Renault e Mercedes-Benz fizeram dela e da Williams as grandes equipes do "circo" durante a maior parte das décadas de 1980 e 1990.
O jejum ferrarista terminou após a contratação de Michael Schumacher que entre a Austrália em 1996 e o Brasil em 2006 conquistou 72 vitórias pela Casa de Maranello, além de cinco títulos mundiais consecutivos de pilotos e construtores e com a saída do alemão a equipe foi campeã de pilotos com Kimi Räikkönen em 2007 e levantou mais dois troféus de construtores. Outros times italianos a vencer foram a Benetton com Gerhard Berger no Grande Prêmio da Alemanha de 1997 e a Toro Rosso com Sebastian Vettel no Grande Prêmio da Itália de 2008.

### Desempenho dos pilotos
Embora oito italianos tenham vencido vinte e duas corridas pela Ferrari, somente Alberto Ascari foi campeão pela equipe ao conquistar os mundiais de 1952 e 1953. Desde então, o máximo que conseguiram foi o vice-campeonato de Riccardo Patrese pela Williams-Renault em 1992, ele que é o último nativo a vencer pela Fórmula 1 na Itália em 1990. Quanto a vencer em seu próprio país, houve quatro triunfos caseiros no Grande Prêmio da Itália em Monza e dois no Grande Prêmio de San Marino em Imola.

## Vitórias italianas por ano
Em contagem atualizada até 2024, a Itália está há dezoito anos sem vencer na Fórmula, 1 perfazendo 373 corridas.
- Ano de 1950

| Grande Prêmio | Circuito    | Data da corrida | Vencedor        | Carro      | Motor      | Referências |
| ------------- | ----------- | --------------- | --------------- | ---------- | ---------- | ----------- |
| Grã-Bretanha  | Silverstone | 13 de maio      | Giuseppe Farina | Alfa Romeo | Alfa Romeo | [ 10 ]      |
| Suíça         | Bremgarten  | 4 de junho      | Giuseppe Farina | Alfa Romeo | Alfa Romeo | [ 11 ]      |
| Itália        | Monza       | 3 de setembro   | Giuseppe Farina | Alfa Romeo | Alfa Romeo | [ 5 ]       |

- Ano de 1951

| Grande Prêmio | Circuito          | Data da corrida | Vencedor        | Carro      | Motor      | Referências       |
| ------------- | ----------------- | --------------- | --------------- | ---------- | ---------- | ----------------- |
| Bélgica       | Spa-Francorchamps | 17 de junho     | Giuseppe Farina | Alfa Romeo | Alfa Romeo | [ 12 ]            |
| França        | Reims-Gueux       | 1º de julho     | Luigi Fagioli   | Alfa Romeo | Alfa Romeo | [ 13 ] [ nota 2 ] |
| Alemanha      | Nürburgring       | 29 de julho     | Alberto Ascari  | Ferrari    | Ferrari    | [ 14 ]            |
| Itália        | Monza             | 6 de setembro   | Alberto Ascari  | Ferrari    | Ferrari    | [ 15 ]            |

- Ano de 1952

| Grande Prêmio | Circuito          | Data da corrida | Vencedor       | Carro   | Motor   | Referências |
| ------------- | ----------------- | --------------- | -------------- | ------- | ------- | ----------- |
| Suíça         | Bremgarten        | 18 de maio      | Piero Taruffi  | Ferrari | Ferrari | [ 16 ]      |
| Bélgica       | Spa-Francorchamps | 22 de junho     | Alberto Ascari | Ferrari | Ferrari | [ 17 ]      |
| França        | Rouen-Les-Essarts | 6 de julho      | Alberto Ascari | Ferrari | Ferrari | [ 18 ]      |
| Grã-Bretanha  | Silverstone       | 19 de julho     | Alberto Ascari | Ferrari | Ferrari | [ 19 ]      |
| Alemanha      | Nürburgring       | 3 de agosto     | Alberto Ascari | Ferrari | Ferrari | [ 20 ]      |
| Países Baixos | Zandvoort         | 17 de agosto    | Alberto Ascari | Ferrari | Ferrari | [ 21 ]      |
| Itália        | Monza             | 7 de setembro   | Alberto Ascari | Ferrari | Ferrari | [ 22 ]      |

- Ano de 1953

| Grande Prêmio | Circuito          | Data da corrida | Vencedor        | Carro   | Motor   | Referências |
| ------------- | ----------------- | --------------- | --------------- | ------- | ------- | ----------- |
| Argentina     | Buenos Aires      | 18 de janeiro   | Alberto Ascari  | Ferrari | Ferrari | [ 23 ]      |
| Países Baixos | Zandvoort         | 7 de junho      | Alberto Ascari  | Ferrari | Ferrari | [ 24 ]      |
| Bélgica       | Spa-Francorchamps | 21 de junho     | Alberto Ascari  | Ferrari | Ferrari | [ 25 ]      |
| Grã-Bretanha  | Silverstone       | 18 de julho     | Alberto Ascari  | Ferrari | Ferrari | [ 26 ]      |
| Alemanha      | Nürburgring       | 2 de agosto     | Giuseppe Farina | Ferrari | Ferrari | [ 27 ]      |
| Suíça         | Bremgarten        | 23 de agosto    | Alberto Ascari  | Ferrari | Ferrari | [ 28 ]      |

- Ano de 1956

| Grande Prêmio | Circuito     | Data da corrida | Vencedor    | Carro   | Motor   | Referências       |
| ------------- | ------------ | --------------- | ----------- | ------- | ------- | ----------------- |
| Argentina     | Buenos Aires | 22 de janeiro   | Luigi Musso | Ferrari | Ferrari | [ 29 ] [ nota 2 ] |

- Ano de 1961

| Grande Prêmio | Circuito    | Data da corrida | Vencedor           | Carro   | Motor   | Referências |
| ------------- | ----------- | --------------- | ------------------ | ------- | ------- | ----------- |
| França        | Reims-Gueux | 2 de julho      | Giancarlo Baghetti | Ferrari | Ferrari | [ 30 ]      |

- Ano de 1964

| Grande Prêmio | Circuito | Data da corrida | Vencedor        | Carro   | Motor   | Referências |
| ------------- | -------- | --------------- | --------------- | ------- | ------- | ----------- |
| Áustria       | Zeltweg  | 23 de agosto    | Lorenzo Bandini | Ferrari | Ferrari | [ 31 ]      |

- Ano de 1966

| Grande Prêmio | Circuito | Data da corrida | Vencedor            | Carro   | Motor   | Referências |
| ------------- | -------- | --------------- | ------------------- | ------- | ------- | ----------- |
| Itáia         | Monza    | 4 de setembro   | Ludovico Scarfiotti | Ferrari | Ferrari | [ 32 ]      |

- Ano de 1975

| Grande Prêmio | Circuito       | Data da corrida | Vencedor           | Carro | Motor | Referências |
| ------------- | -------------- | --------------- | ------------------ | ----- | ----- | ----------- |
| Áustria       | Österreichring | 17 de agosto    | Vittorio Brambilla | March | Ford  | [ 33 ]      |

- Ano de 1982

| Grande Prêmio  | Circuito       | Data da corrida | Vencedor         | Carro   | Motor | Referências |
| -------------- | -------------- | --------------- | ---------------- | ------- | ----- | ----------- |
| Mônaco         | Montecarlo     | 23 de maio      | Riccardo Patrese | Brabham | Ford  | [ 34 ]      |
| Áustria        | Österreichring | 15 de agosto    | Elio de Angelis  | Lotus   | Ford  | [ 35 ]      |
| Caesars Palace | Las Vegas      | 25 de setembro  | Michele Alboreto | Tyrrell | Ford  | [ 36 ]      |

- Ano de 1983

| Grande Prêmio | Circuito | Data da corrida | Vencedor         | Carro   | Motor | Referências |
| ------------- | -------- | --------------- | ---------------- | ------- | ----- | ----------- |
| Detroit       | Detroit  | 5 de junho      | Michele Alboreto | Tyrrell | Ford  | [ 37 ]      |
| África do Sul | Kyalami  | 15 de outubro   | Riccardo Patrese | Brabham | BMW   | [ 38 ]      |

- Ano de 1984

| Grande Prêmio | Circuito | Data da corrida | Vencedor         | Carro   | Motor   | Referências |
| ------------- | -------- | --------------- | ---------------- | ------- | ------- | ----------- |
| Bélgica       | Zolder   | 29 de abril     | Michele Alboreto | Ferrari | Ferrari | [ 39 ]      |

- Ano de 1985

| Grande Prêmio | Circuito    | Data da corrida | Vencedor         | Carro   | Motor   | Referências |
| ------------- | ----------- | --------------- | ---------------- | ------- | ------- | ----------- |
| San Marino    | Imola       | 5 de maio       | Elio de Angelis  | Lotus   | Renault | [ 40 ]      |
| Canadá        | Montreal    | 16 de junho     | Michele Alboreto | Ferrari | Ferrari | [ 41 ]      |
| Alemanha      | Nürburgring | 4 de agosto     | Michele Alboreto | Ferrari | Ferrari | [ 42 ]      |

- Ano de 1989

| Grande Prêmio | Circuito | Data da corrida | Vencedor           | Carro    | Motor | Referências |
| ------------- | -------- | --------------- | ------------------ | -------- | ----- | ----------- |
| Japão         | Suzuka   | 22 de outubro   | Alessandro Nannini | Benetton | Ford  | [ 43 ]      |

- Ano de 1990

| Grande Prêmio | Circuito | Data da corrida | Vencedor         | Carro    | Motor   | Referências |
| ------------- | -------- | --------------- | ---------------- | -------- | ------- | ----------- |
| San Marino    | Imola    | 13 de maio      | Riccardo Patrese | Williams | Renault | [ 44 ]      |

- Ano de 1991

| Grande Prêmio | Circuito         | Data da corrida | Vencedor         | Carro    | Motor   | Referências |
| ------------- | ---------------- | --------------- | ---------------- | -------- | ------- | ----------- |
| México        | Cidade do México | 16 de junho     | Riccardo Patrese | Williams | Renault | [ 45 ]      |
| Portugal      | Estoril          | 22 de setembro  | Riccardo Patrese | Williams | Renault | [ 46 ]      |

- Ano de 1992

| Grande Prêmio | Circuito | Data da corrida | Vencedor         | Carro    | Motor   | Referências |
| ------------- | -------- | --------------- | ---------------- | -------- | ------- | ----------- |
| Japão         | Suzuka   | 25 de outubro   | Riccardo Patrese | Williams | Renault | [ 47 ]      |

- Ano de 2003

| Grande Prêmio | Circuito   | Data da corrida | Vencedor             | Carro  | Motor | Referências |
| ------------- | ---------- | --------------- | -------------------- | ------ | ----- | ----------- |
| Brasil        | Interlagos | 6 de abril      | Giancarlo Fisichella | Jordan | Ford  | [ 48 ]      |

- Ano de 2004

| Grande Prêmio | Circuito   | Data da corrida | Vencedor     | Carro   | Motor   | Referências |
| ------------- | ---------- | --------------- | ------------ | ------- | ------- | ----------- |
| Mônaco        | Montecarlo | 23 de maio      | Jarno Trulli | Renault | Renault | [ 49 ]      |

- Ano de 2005

| Grande Prêmio | Circuito  | Data da corrida | Vencedor             | Carro   | Motor   | Referências |
| ------------- | --------- | --------------- | -------------------- | ------- | ------- | ----------- |
| Austrália     | Melbourne | 6 de março      | Giancarlo Fisichella | Renault | Renault | [ 50 ]      |

- Ano de 2006

| Grande Prêmio | Circuito | Data da corrida | Vencedor             | Carro   | Motor   | Referências |
| ------------- | -------- | --------------- | -------------------- | ------- | ------- | ----------- |
| Malásia       | Sepang   | 19 de março     | Giancarlo Fisichella | Renault | Renault | [ 51 ]      |

## Vitórias por equipe
- Ferrari: 22
- Alfa Romeo: 5
- Williams: 4
- Renault: 3
- Brabham: 2
- Lotus: 2
- Tyrrell: 2
- Benetton: 1
- Jordan: 1
- March: 1